# Азилон Ампаза
Азилон Ампаза (фр. Azilone-Ampaza) је насељено место у Француској у региону Корзика, у департману Јужна Корзика.
По подацима из 2011. године у општини је живело 149 становника, а густина насељености је износила 18,72 становника/km².

## Демографија
| 1962. | 1968. | 1975. | 1982. | 1990. | 2011. |
| ----- | ----- | ----- | ----- | ----- | ----- |
| 211   | 178   | 129   | 101   | 77    | 149   |